# Wierch Gronia
Wierch Gronia (750 m n.p.m.) lub Gronik – najbardziej na południowy zachód wysunięte wzniesienie Pasma Laskowskiego, które w regionalizacji fizycznogeograficznej Polski według Jerzego Kondrackiego zaliczane jest do Beskidu Makowskiego, w nowszej regionalizacji z 2018 roku do Beskidu Żywiecko-Orawskiego, a w najszerszym rozumieniu do Beskidu Żywieckiego. Na mapach zaznaczane jest jako szczyt, jednak jest to tylko wypłaszczenie na południowo-zachodnim grzbiecie szczytu Łazek (Łosek).
Słowo „groń” (w języku słowackim „grúň”), zdrobniale „gronik” jest pochodzenia wołoskiego, jest często używane w Karpatach i oznacza stromy brzeg nad rzeką lub potokiem lub grzbiet między dwoma strumieniami.
Cały południowo-zachodni grzbiet Łazka, w tym Wierch Gronia, są porośnięte lasem. Na południe Wierch Gronia opada do rzeki Koszarawy, w jego wschodnie i północne zbocza wcinają się dolinki kilku potoków, w tym Linoszków Potok i Klinik. Znajduje się w granicach miejscowości Jeleśnia w województwie śląskim, w powiecie żywieckim, w gminie Jeleśnia.